# Valeria Luiselli
Valeria Luiselli (Ciutat de Mèxic, 16 d'agost del 1983) és una escriptora mexicana i professora de literatura a la Universitat de Hofstra (Nova York). És considerada com una de les veus principals d'una generació d'escriptors que viu entre l'Amèrica Llatina i els Estats Units i que reflecteix les contradiccions d'aquesta identitat híbrida.

## Biografia
De petita va viure en molts llocs perquè el seu pare era diplomàtic. Després de passar la infància entre els Estats Units, Costa Rica, Corea del Sud, Sud-àfrica i l'Índia, Luiselli es formà en Filosofia i Literatura a la Universitat Nacional Autònoma de Mèxic i a la Universitat de Colúmbia de Nova York. A l'actualitat viu a Harlem amb el seu marit, el també escriptor Álvaro Enrigue i la seva filla.
Luiselli es va donar a conèixer amb la novel·la Los Ingrávidos (Sexto Piso, 2011) i pel seu llibre d'assaigs Papeles Falsos (Sexto Piso, 2010), i la seva obra, traduïda a més d'una vintena de llengües, ha estat guardonada en múltiples ocasions amb premis com el Los Angeles Times Book per La historia de mis dientes (Sexto Piso, 2014) o l'American Book per Los niños perdidos. Un ensayo en 40 preguntas (Sexto Piso, 2016).
Recentment ha publicat Lost Children Archive , la seva primera novel·la escrita en anglès, on denuncia la política de separació de menors de les seves famílies a la frontera entre els Estats Units i Mèxic. Ella mateixa, en col·laboració amb Daniel Saldaña París, l'ha traduïda a l'espanyol com a Desierto sonoro (Sexto Piso, 2019).
Luiselli és col·laboradora habitual de The New York Times, Granta, The Guardian o El País i és fundadora de la University of Columbia Teenage Immigrant Integration Association, a més de conduir tallers d'escriptura i fer conferències als Estats Units, Mèxic i altres països.

## Obres
- Papeles falsos, 2010.
- Los ingrávidos, 2011
- La historia de mis dientes, 2014
- Tell Me How It Ends: An Essay in 40 Questions, 2017
- Lost Children Archive, 2019 (Desierto sonoro)